# 신드인
신드인 또는 신디인(신드어: سنڌي, sindhī)은 인도아리아인 계통의 민족으로, 파키스탄 남부의 신드주에 주로 분포하며 신드어와 신드 문화를 공유한다.

## 인구
신드인은 파키스탄 전 인구의 약 14%를 차지하여 펀자브인과 파슈툰인 다음으로 큰 민족 집단이다. 이 밖에도 인도 등 다른 여러 국가에도 디아스포라를 이루고 있다.

## 문화
대부분 무슬림이나, 유의미한 수의 힌두교, 기독교, 시크교에 속한 소수 집단이 있으며 이들은 특히 동부 신드 지역에 많이 분포한다.

## 같이 보기
- 울하스나가르